# Draft 1956 de la NFL
1955 1957
La draft 1956 de la NFL est la 21e draft NFL de la National Football League, permettant aux franchises de football américain de sélectionner des joueurs universitaires éligibles pour jouer professionnels. La sélection s'effectue en trente tours lors desquels chacune des 12 franchises a une sélection pour recruter un joueur. Les trois premiers tours ont lieu à l'hôtel Bellevue-Stratford Hotel de Philadelphie le 28 novembre 1955. Les 27 autres tours de sélection ont lieu à The Ambassador Hotel à Los Angeles les 17 et 18 janvier 1956. Les drafts du début des années 1950 ont lieu en janvier, les trois premiers tours de cette édition sont avancés en novembre afin de pouvoir concurrencer plus efficacement les équipes canadiennes de football américain.
Avec la première sélection, les Steelers de Pittsburgh choisissent le quarterback Gary Glick des Rams de Colorado State. Cette draft comprend les joueurs du Pro Football Hall of Fame suivants : Lenny Moore (9e choix par les Colts de Baltimore, Forrest Gregg (20e choix par les Packers de Green Bay), Sam Huff (30e choix par les Giants de New York), Willie Davis (181e choix par les Browns de Cleveland) et Bart Starr (200e choix par les Packers de Green Bay).